# Club Atlético Boca Juniors 2020-2021
Questa voce raccoglie le informazioni riguardanti il Boca Juniors nelle competizioni ufficiali della stagione 2020-2021.

## Rosa
| N. |                      | Ruolo | Calciatore       |
| -- | -------------------- | ----- | ---------------- |
| 1  | Argentina (bandiera) | P     | Esteban Andrada  |
| 2  | Argentina (bandiera) | D     | Lisandro López   |
| 3  | Argentina (bandiera) | D     | Emanuel Más      |
| 4  | Argentina (bandiera) | D     | Julio Buffarini  |
| 5  | Perù (bandiera)      | D     | Carlos Zambrano  |
| 6  | Argentina (bandiera) | D     | Marcos Rojo      |
| 8  | Colombia (bandiera)  | C     | Edwin Cardona    |
| 10 | Argentina (bandiera) | A     | Carlos Tévez     |
| 11 | Argentina (bandiera) | C     | Eduardo Salvio   |
| 13 | Argentina (bandiera) | P     | Javier García    |
| 14 | Argentina (bandiera) | C     | Nicolás Capaldo  |
| 17 | Argentina (bandiera) | P     | Agustín Rossi    |
| 18 | Colombia (bandiera)  | D     | Frank Fabra      |
| 19 | Argentina (bandiera) | A     | Mauro Zárate     |
| 20 | Argentina (bandiera) | C     | Gonzalo Maroni   |
| 21 | Colombia (bandiera)  | C     | Jorman Campuzano |

| N. |                      | Ruolo | Calciatore         |
| -- | -------------------- | ----- | ------------------ |
| 22 | Colombia (bandiera)  | A     | Sebastián Villa    |
| 23 | Argentina (bandiera) | C     | Diego González     |
| 24 | Argentina (bandiera) | D     | Carlos Izquierdoz  |
| 26 | Argentina (bandiera) | C     | Ezequiel Fernández |
| 27 | Argentina (bandiera) | A     | Franco Soldano     |
| 29 | Argentina (bandiera) | D     | Leonardo Jara      |
| 30 | Argentina (bandiera) | A     | Exequiel Zeballos  |
| 31 | Argentina (bandiera) | A     | Cristian Pavón     |
| 32 | Argentina (bandiera) | C     | Agustín Almendra   |
| 33 | Argentina (bandiera) | C     | Alan Varela        |
| 34 | Argentina (bandiera) | A     | Agustín Obando     |
| 35 | Argentina (bandiera) | D     | Renzo Giampaoli    |
| 36 | Argentina (bandiera) | C     | Cristian Medina    |
| 37 | Argentina (bandiera) | D     | Agustín Sández     |
| 38 | Argentina (bandiera) | A     | Luis Vázquez       |
| 39 | Argentina (bandiera) | D     | Nicolás Valentini  |

## Calciomercato

### Sessione estiva
| Acquisti | Acquisti          | Acquisti         | Acquisti                       |
| R.       | Nome              | da               | Modalità                       |
| -------- | ----------------- | ---------------- | ------------------------------ |
| A        | Franco Soldano    | Olympiacos       | rinnovo prestito (30.6.2021)   |
| C        | Edwin Cardona     | Club Tijuana     | prestito (31.12.2021)          |
| P        | Javier García     | Racing Club      | acquisto definitivo (gratuito) |
| C        | Cristian Medina   | -                | aggregato dalle giovanili      |
| A        | Exequiel Zeballos | -                | aggregato dalle giovanili      |
| A        | Mateo Retegui     | Estudiantes (LP) | fine prestito                  |
| C        | Gonzalo Maroni    | Sampdoria        | fine prestito                  |
| A        | Nazareno Solís    | Aldosivi         | fine prestito                  |
| P        | Agustín Rossi     | Lanús            | fine prestito                  |
| A        | Walter Bou        | Unión (SF)       | fine prestito                  |
| C        | Diego González    | Racing Club      | acquisto definitivo (gratuito) |

| Cessioni | Cessioni         | Cessioni      | Cessioni                               |
| R.       | Nome             | a             | Modalità                               |
| -------- | ---------------- | ------------- | -------------------------------------- |
| C        | Emanuel Reynoso  | Minnesota Utd | cessione definitiva (4,25 milioni €)   |
| C        | Iván Marcone     | Elche         | prestito oneroso 500000 € (30.06.2021) |
| C        | Sebastián Pérez  | Boavista      | prestito oneroso 200000 € (30.06.2021) |
| A        | Jan Hurtado      | RB Bragantino | prestito oneroso 130000 € (30.06.2023) |
| D        | Marcelo Weigandt | Gimnasia (LP) | prestito (31.12.2021)                  |
| A        | Mateo Retegui    | Talleres (C)  | prestito (31.12.2021)                  |
| A        | Ramón Ábila      | Minnesota Utd | prestito (7.04.2021)                   |
| A        | Nazareno Solís   | OFI Creta     | prestito (30.06.2021)                  |
| P        | Marcos Díaz      | -             | svincolato                             |
| D        | Júnior Alonso    | Lilla         | fine prestito (30.06.2020)             |
| A        | Franco Soldano   | Olympiacos    | fine prestito (30.06.2020)             |

### Sessione invernale
| Acquisti | Acquisti       | Acquisti        | Acquisti                       |
| R.       | Nome           | da              | Modalità                       |
| -------- | -------------- | --------------- | ------------------------------ |
| D        | Marcos Rojo    | Manchester Utd  | acquisto definitivo (gratuito) |
| D        | Lucas Olaza    | Celta Vigo      | fine prestito (31.01.2021)     |
| D        | Gastón Ávila   | Rosario Central | fine prestito (31.12.2021)     |
| A        | Cristian Pavón | LA Galaxy       | fine prestito (31.12.2020)     |
| C        | Alan Varela    |                 | aggregato dalle giovanili      |

| Cessioni | Cessioni            | Cessioni           | Cessioni                               |
| R.       | Nome                | a                  | Modalità                               |
| -------- | ------------------- | ------------------ | -------------------------------------- |
| D        | Lucas Olaza         | Real Valladolid    | prestito oneroso 500000 € (30.06.2021) |
| D        | Gastón Ávila        | Rosario Central    | prestito oneroso 99000 € (31.12.2021)  |
| A        | Walter Bou          | Defensa y Justicia | prestito (31.12.2021)                  |
| P        | Manuel Roffo        | Tigre              | cessione definitiva (gratuita)         |
| C        | Guillermo Fernández | Cruz Azul          | fine prestito (31.12.2020)             |

## Copa de la Liga Profesional 2020

### Fase de Clasificación

#### Classifica Zona 4
| Pos. | Squadra           | Pt | G | V | N | P | GF | GS | DR |
| ---- | ----------------- | -- | - | - | - | - | -- | -- | -- |
| 1.   | Boca Juniors      | 10 | 6 | 3 | 1 | 2 | 7  | 4  | +3 |
| 2.   | Talleres (C)      | 9  | 6 | 2 | 3 | 1 | 6  | 4  | +2 |
| 3.   | Newell's Old Boys | 7  | 6 | 2 | 1 | 3 | 9  | 11 | -2 |
| 4.   | Lanús             | 7  | 6 | 2 | 1 | 3 | 8  | 11 | -3 |

#### Risultati
| Arbitro: | Federico Rapallini |

|                     |           |          |
| Tévez 19’ Ábila 56’ | Marcatori | 24’ Sand |

| Arbitro: | Mauro Vigliano |

|  |           |                     |
|  | Marcatori | 41’ Tévez 76’ López |

| Arbitro: | Germán Delfino |

|  |           |            |
|  | Marcatori | 87’ Soñora |

| Arbitro: | Facundo Tello |

|           |           |                       |
| Ábila 86’ | Marcatori | 28’ Orsini 45’ Orsini |

| Buenos Aires 29 novembre 2020, ore 19:20 UTC-3 5ª giornata | Boca Juniors | 2 – 0 referto | Newell's Old Boys | Stadio Alberto José Armando |
| \| \| \| \| \| Cardona 11’ Cardona 19’ \| Marcatori \| \|  |              |               |                   |                             |
|                                                            |              |               |                   |                             |
| Cardona 11’ Cardona 19’                                    | Marcatori    |               |                   |                             |

| Córdoba 6 dicembre 2020 2020, ore 19:20 UTC-3 6ª giornata | Talleres (C) | 0 – 0 referto | Boca Juniors | Stadio Mario Alberto Kempes |

### Fase Campeon

#### Classifica
| Pos. | Squadra            | Pt | G | V | N | P | GF | GS | DR |
| ---- | ------------------ | -- | - | - | - | - | -- | -- | -- |
| 1.   | Boca Juniors       | 9  | 5 | 2 | 3 | 0 | 10 | 6  | +4 |
| 2.   | River Plate        | 8  | 5 | 2 | 2 | 1 | 8  | 7  | +1 |
| 3.   | Argentinos Juniors | 8  | 5 | 2 | 2 | 1 | 5  | 5  | 0  |
| 4.   | Arsenal Sarandí    | 7  | 5 | 2 | 1 | 2 | 7  | 7  | 0  |
| 5.   | Independiente      | 6  | 5 | 2 | 0 | 3 | 10 | 9  | +1 |
| 6.   | Huracán            | 3  | 5 | 0 | 4 | 4 | 4  | 10 | -6 |

#### Risultati
| Arbitro: | Darío Herrera |

|              |           |          |
| González 29’ | Marcatori | 89’ Pons |

| Arbitro: | Mauro Vigliano |

|            |           |                         |
| Romero 20’ | Marcatori | 82’ Soldano 90’ Cardona |

| Arbitro: | Ariel Penel |

|                                |           |  |
| Ábila 25’ Ábila 44’ Obando 89’ | Marcatori |  |

| Arbitro: | Fernando Rapallini |

|                    |           |                              |
| Ábila 9’ Villa 85’ | Marcatori | 73’ Girotti 76’ Santos Borré |

| Arbitro: | Fernando Espinoza |

|                  |           |                        |
| Sosa 9’ Vera 87’ | Marcatori | 24’ Zárate 60’ Cardona |

### Finale
| Arbitro: | Facundo Tello |

|                                         |                      |                                 |
| Cardona 63’                             | Marcatori            | 90+5’ Lollo                     |
| Tévez Villa Salvio Izquierdoz Buffarini | Tiri di rigore 5 – 3 | Lollo Fontana Rodríguez Álvarez |

## Copa de la Liga Profesional 2021

### Fase a gruppi

#### Classifica Zona 2
| Pos. | Squadra            | Pt | G  | V  | N | P | GF | GS | DR  |
| ---- | ------------------ | -- | -- | -- | - | - | -- | -- | --- |
| 1.   | Vélez Sarsfield    | 31 | 13 | 10 | 1 | 2 | 23 | 13 | +10 |
| 2.   | Boca Juniors       | 22 | 13 | 6  | 4 | 3 | 22 | 12 | +10 |
| 3.   | Independiente      | 20 | 13 | 6  | 2 | 5 | 16 | 10 | +6  |
| 4.   | Talleres (C)       | 20 | 13 | 5  | 5 | 3 | 19 | 16 | +3  |
| 5.   | Lanús              | 19 | 13 | 6  | 1 | 6 | 18 | 18 | 0   |
| 6.   | Unión (SF)         | 19 | 13 | 4  | 7 | 2 | 12 | 14 | -2  |
| 7.   | Atl. Tucumán       | 18 | 13 | 5  | 3 | 5 | 24 | 20 | +4  |
| 8.   | Gimnasia (LP)      | 15 | 13 | 3  | 6 | 4 | 15 | 20 | -5  |
| 9.   | Huracán            | 13 | 13 | 2  | 7 | 4 | 14 | 17 | -3  |
| 10.  | Patronato          | 12 | 13 | 4  | 0 | 9 | 12 | 17 | -5  |
| 11.  | Defensa y Justicia | 12 | 13 | 3  | 3 | 7 | 15 | 21 | -6  |
| 12.  | Sarmiento (J)      | 12 | 13 | 2  | 6 | 5 | 10 | 19 | -9  |
| 13.  | Newell's Old Boys  | 11 | 13 | 2  | 5 | 6 | 14 | 21 | -7  |

#### Risultati
| Arbitro: | Pablo Echavarría |

|                            |           |                         |
| Izquierdoz 41’ Cardona 84’ | Marcatori | 45’ Guiffrey 63’ Alemán |

| Arbitro: | Darío Herrera |

|  |           |                |
|  | Marcatori | 70’ Izquierdoz |

| Arbitro: | Francisco Lamolina |

|           |           |            |
| López 68’ | Marcatori | 64’ Alanís |

| Arbitro: | Diego Abal |

|            |           |                                                                               |
| Lucero 25’ | Marcatori | 20’ Cardona 30’ Villa 52’ Villa 55’ Maroni 61’ Tévez 73’ Maroni 88’ Campuzano |

| Arbitro: | Facundo Tello |

|                  |           |                |
| Villa 40’ (rig.) | Marcatori | 66’ Palavecino |

| Arbitro: | Diego Abal |

|                   |           |                          |
| Santos 81’ (aut.) | Marcatori | 12’ Auzqui 90+3’ Valoyes |

| Arbitro: | Patricio Loustau |

|           |           |              |
| Togni 24’ | Marcatori | 54’ Zambrano |

| Arbitro: | Fernando Echenique |

|                      |           |        |
| Tévez 18’ Zárate 64’ | Marcatori | 7’ Bou |

| Arbitro: | Fernando Espinoza |

|                |           |               |
| Peñailillo 49’ | Marcatori | 67’ Campuzano |

| Arbitro: | Jorge Baliño |

|                                   |           |             |
| Medina 4’ Villa 10’ Soldano 90+4’ | Marcatori | 21’ Heredia |

| Arbitro: | Silvio Trucco |

|  |           |                          |
|  | Marcatori | 48’ Soldano 90+3’ Maroni |

| Arbitro: | Facundo Tello |

|                |           |  |
| Izquierdoz 74’ | Marcatori |  |

| Arbitro: | Hernán Mastrángelo |

|  |           |            |
|  | Marcatori | 74’ Torres |

### Quarti di finale
| Arbitro: | Facundo Tello |

|                                          |                      |                                 |
| Tévez 10’                                | Marcatori            | 67’ Álvarez                     |
| Tévez Villa Cardona Izquierdoz Buffarini | Tiri di rigore 4 – 2 | Montiel Angileri Álvarez Ponzio |

### Semifinale
| Arbitro: | Darío Herrera |

|                                             |                      |                            |
| Rojas Melgarejo Chancalay Domínguez Copetti | Tiri di rigore 4 – 2 | Tévez Villa González Pavón |

## Coppa Argentina

### Trentaduesimi di finale
| Arbitro: | Leandro Rey Hilfer |

|                      |           |               |
| Villa 35’ Maroni 76’ | Marcatori | 29’ Landaburu |

### Sedicesimi di finale
| Arbitro: | Mauro Vigliano |

|                                             |           |  |
| Zárate 10’ (rig.) Más 62’ Zárate 76’ (rig.) | Marcatori |  |

### Ottavi di finale
| 2021 Ottavi di finale | Boca Juniors | – referto | River Plate |  |

## Coppa Libertadores 2020

### Fase a gironi

#### Classifica Gruppo H
| Pos. | Squadra                | Pt | G | V | N | P | GF | GS | DR |
| ---- | ---------------------- | -- | - | - | - | - | -- | -- | -- |
| 1.   | Boca Juniors           | 11 | 5 | 3 | 2 | 0 | 7  | 1  | +6 |
| 2.   | Caracas                | 7  | 5 | 2 | 1 | 2 | 8  | 9  | -1 |
| 3.   | Libertad               | 7  | 5 | 2 | 1 | 2 | 6  | 7  | -1 |
| 4.   | Independiente Medellín | 3  | 5 | 1 | 0 | 4 | 5  | 9  | -4 |

#### Risultati
| Arbitro: | Rodolpho Toski |

|  |           |                      |
|  | Marcatori | Salvio 6’ Salvio 84’ |

| Arbitro: | Augusto Aragón |

|            |           |  |
| 88’ Salvio | Marcatori |  |

| Buenos Aires 29 settembre 2020, ore 21:30 UTC-3 5ª giornata | Boca Juniors  | 0 – 0 referto | Libertad | Stadio Alberto José Armando\| Arbitro: \| Roberto Tobar \| |
| Arbitro:                                                    | Roberto Tobar |               |          |                                                            |

| Buenos Aires 22 ottobre 2020, ore 21:30 UTC-3 6ª giornata       | Boca Juniors | 3 – 0 referto | Caracas | Stadio Alberto José Armando |
| \| \| \| \| \| López 27’ Tévez 33’ Tévez 44’ \| Marcatori \| \| |              |               |         |                             |
|                                                                 |              |               |         |                             |
| López 27’ Tévez 33’ Tévez 44’                                   | Marcatori    |               |         |                             |

### Ottavi di finale
| Arbitro: | Esteban Ostojich |

|  |           |           |
|  | Marcatori | 63’ Tévez |

| Arbitro: | Roberto Tobar |

|                                            |                      |                                                         |
|                                            | Marcatori            | 48’ (aut.) Fabra                                        |
| Tévez Cardona Salvio Fabra Izquierdoz Jara | Tiri di rigore 5 – 4 | Rodinei Edenílson Lindoso Yuri Alberto Fernández Peglow |

### Quarti di finale
| Arbitro: | Esteban Ostojich |

|               |           |  |
| Melgarejo 60’ | Marcatori |  |

| Arbitro: | Wilmar Roldán |

|                             |           |  |
| Salvio 23’ Villa 61’ (rig.) | Marcatori |  |

### Semifinale
| Buenos Aires 6 gennaio 2021, ore 19:15 UTC-3 Andata | Boca Juniors  | 0 – 0 referto | Santos | Stadio Alberto José Armando\| Arbitro: \| Roberto Tobar \| |
| Arbitro:                                            | Roberto Tobar |               |        |                                                            |

| Arbitro: | Wilmar Roldán |

|                                                          |           |  |
| Diego Pituca 16’ Soteldo 49’ Lucas Braga Template:Goal51 | Marcatori |  |

## Coppa Libertadores 2021

### Fase a gironi

#### Classifica Gruppo C
| Pos. | Squadra       | Pt | G | V | N | P | GF | GS | DR  |
| ---- | ------------- | -- | - | - | - | - | -- | -- | --- |
| 1.   | Barcelona SC  | 13 | 6 | 4 | 1 | 1 | 10 | 3  | +7  |
| 2.   | Boca Juniors  | 10 | 6 | 3 | 1 | 2 | 6  | 2  | +4  |
| 3.   | Santos        | 6  | 6 | 2 | 0 | 4 | 8  | 9  | -1  |
| 4.   | The Strongest | 6  | 6 | 2 | 0 | 4 | 4  | 14 | -10 |

#### Risultati
| Arbitro: | Jhon Ospina |

|  |           |          |
|  | Marcatori | Villa 7’ |

| Arbitro: | Jesús Valenzuela |

|                     |           |  |
| Tévez 47’ Villa 69’ | Marcatori |  |

| Arbitro: | Andrés Rojas |

|            |           |  |
| Garcés 62’ | Marcatori |  |

| Arbitro: | Christian Ferreyra |

|                 |           |  |
| Lucas Braga 67’ | Marcatori |  |

| Buenos Aires 20 maggio 2021, ore 21:00 UTC-3 5ª giornata | Boca Juniors  | 0 – 0 referto | Barcelona SC | Stadio Alberto José Armando\| Arbitro: \| Wilmar Roldán \| |
| Arbitro:                                                 | Wilmar Roldán |               |              |                                                            |

| Arbitro: | Roberto Tobar |

|                                           |           |  |
| Almendra 3’ Villa 44’ Valverde 56’ (aut.) | Marcatori |  |